# Mirosław Drzewiecki

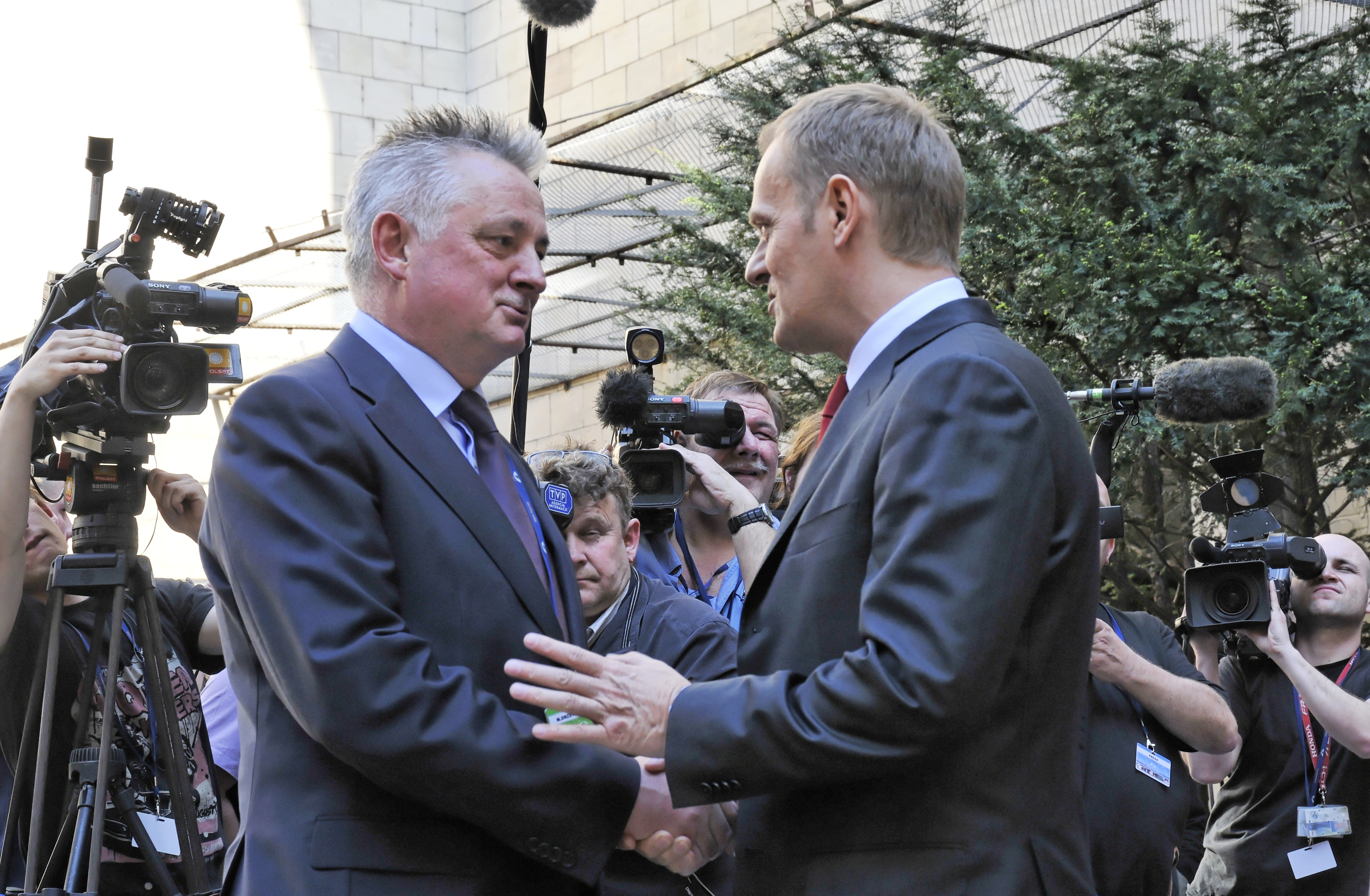
Mirosław Drzewiecki mit Donald Tusk

Mirosław Michał Drzewiecki (* 8. Juli 1956 in Łódź) ist ein polnischer Politiker (KLD, UW, PO). Von 1991 bis 1993 und von 1997 bis 2011 gehörte er dem Sejm in dessen I., III., IV., V. und VI. Wahlperiode an. Vom 16. November 2007 bis zum 5. Oktober 2009 war er Sport- und Tourismusminister der Republik Polen.

## Leben und Beruf
Drzewiecki studierte Rechtswissenschaften an der Universität Łódź. 1989 gründete er eine Textilfirma, wurde Eigentümer einer Restaurantkette und zählt heute zu den reichsten Menschen Polens, mehrfach wurde er auf der Liste der reichsten Polen in der Wochenzeitschrift Wprost aufgeführt.
Drzewiecki ist verheiratet und hat zwei Söhne.

## Politik
Drzewiecki begann seine politische Laufbahn nach der Wende 1989 im Kongres Liberalno-Demokratyczny (KLD) und der 1994 durch Fusion des KLD mit der Unia Demokratyczna gegründeten Unia Wolności (UW). 2001 wechselte er zur neu gegründeten Platforma Obywatelska (PO). Bei der ersten komplett freien Wahl 1991 wurde er für die KLD erstmals in den Sejm gewählt. Nachdem er 1993 mit der KLD an der neu eingeführten Sperrklausel gescheitert war, gelang ihm bei der Parlamentswahl 1997 für die UW die Rückkehr in den Sejm. Bei den Wahlen 2001 und 2005 wurde er dann für die PO gewählt. Bei den Parlamentswahlen 2007 erhielt er zum fünften Mal ein Mandat für den Sejm. 2005 wurde er zum sportpolitischen Sprecher der Sejm-Fraktion der PO ernannt und nach den gewonnenen Wahlen 2007 berief ihn Ministerpräsident Donald Tusk als Sportminister in seine Regierung. Zu seinen wichtigsten Aufgaben in der neuen Regierung zählten die Vorbereitung der Fußball-Europameisterschaft 2012, die in Polen und der Ukraine stattfand. Drzewiecki war außerdem Schatzmeister der PO von 2003 bis 2009. Am 5. Oktober 2009 trat er aufgrund seiner Verwicklung in eine politische Korruptionsaffäre im Zusammenhang mit der angeblich von ihm maßgeblich betriebenen Verhinderung der Einführung einer Kasinosteuer von seinem Ministeramt zurück. In der Folge kandidierte er 2011 nicht erneut für das Parlament.